# Parafia Niepokalanego Serca Najświętszej Maryi Panny w Łochowie
Parafia pw. Niepokalanego Serca Najświętszej Maryi Panny w Łochowie – rzymskokatolicka parafia należąca do dekanatu Łochów, diecezji drohiczyńskiej, metropolii białostockiej. Jest najstarszą parafią w mieście.

## Obszar parafii
W granicach parafii znajdują się miejscowości:
- Jasiorówka
- Jasiorówka Choina (do nr 170)
- Samotrzask
- Barchowa (bez domów na północ od torów)
- Łochów (bez Łochowa Fabrycznego, bez  północnej części ul. Wyspiańskiego i Modrzewiowej, bez ul. Wyszkowskiej na północ od skrzyżowania)

## Historia
Parafia utworzona 20 lipca 1949 z wydzielonego terytorium parafii Niepokalanego Poczęcia NMP w Kamionnej. Od 1939 do 1976 nabożeństwa były odprawiane w kaplicy św. Andrzeja Boboli w Budziskach.

## Miejsca święte

### Kościół parafialny
Obecny murowany kościół został wzniesiony w latach 1974–1977, staraniem kolejnych duszpasterzy: ks. Piotra Jelinka (1973–1977) i jego następcy w latach 1977–1987 ks. Michała Domańskiego (1977-1987). Kamień węgielny wmurował w dniu 29 czerwca 1975 r. ks. Jan Mazur, biskup siedlecki czyli podlaski (1968–1996). Dzięki wielkiemu zaangażowaniu wiernych w dniu 22 sierpnia 1976 r. bp Jan Mazur poświęcił kościół w stanie surowym.